# Société archéologique, scientifique et littéraire de Béziers
 (octobre 2024).
Si vous disposez d'ouvrages ou d'articles de référence ou si vous connaissez des sites web de qualité traitant du thème abordé ici, merci de compléter l'article en donnant les références utiles à sa vérifiabilité et en les liant à la section « Notes et références ».
La Société archéologique, scientifique et littéraire de Béziers  est une société savante dont le siège est à Béziers en France, fondée en 1834.

## Historique
La société a été créée le 28 octobre 1834 à l’initiative de Jacques Azaïs avocat et André Boudard bibliothécaire. Elle succède à l'Académie de Béziers, ancienne société fondée en 1723 par le physicien Dortous de Mairan, le docteur Jean Bouillet et l’avocat Antoine Portalon. Erigée en Académie royale des sciences et belles-lettres en 1766, elle disparaîtra en 1793.

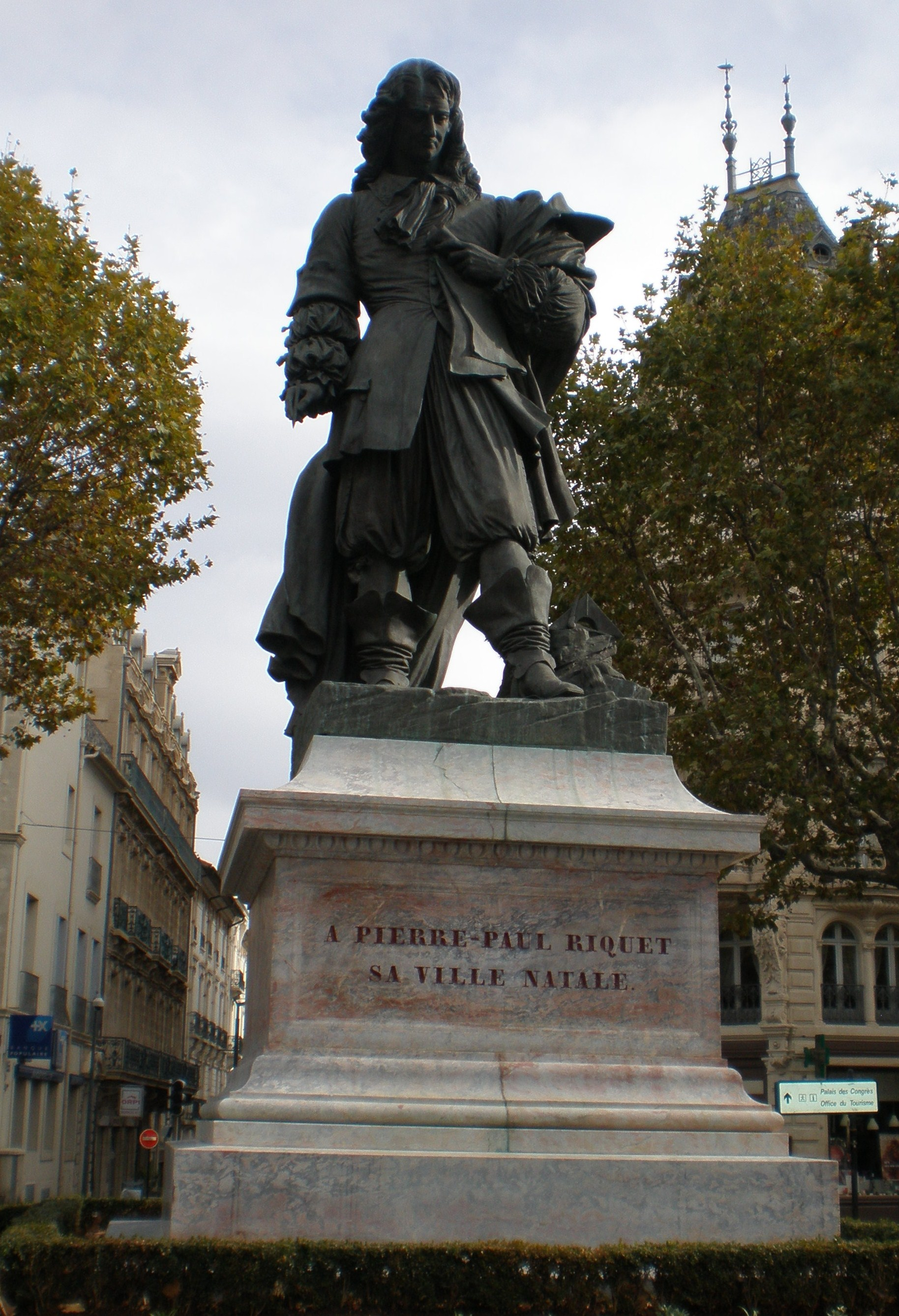
Statue de Pierre-Paul Riquet par David d'Angers, 1838.

Initialement, la société se donne pour thèmes d'étude l'archéologie, la numismatique, l'architecture, les archives, les langues anciennes. En 1838, elle s'attache à la renaissance de la langue occitane et de sa littérature. C'est ainsi qu'elle crée un concours de « langue romane », avant la fondation du Félibrige par Frédéric Mistral. En 1859, elle devient scientifique et littéraire. Elle fonde cette année-là le musée des Beaux-Arts de Béziers (transféré en 1903 dans les hôtels particuliers Fabrégat et Fayet). Grâce à ses dons, elle a contribué à la création des autres musées de la ville : musée lapidaire dans le cloître de la cathédrale Saint-Nazaire (1867), musée du Vieux Biterrois (1935). La société a lancé une souscription qui a permis l'érection le 27 octobre 1838 de la statue en bronze de Pierre-Paul Riquet, œuvre de David d'Angers. La société est reconnue d'utilité publique par le décret du 12 décembre 1874.

## Siège
La société a pour siège l'hôtel de Bergé, légué par son bienfaiteur le Dr Lucien Bergé. Là sont réunies la bibliothèque et les collections de la société. La bibliothèque est ouverte aux chercheurs. Les conférences sont données dans les salons.

## Liste des présidents
- Jacques Azaïs (1778-1856)
- Émilien Carou (1800-1884)
- Charles Labor (1813-1900)
- Frédéric Donnadieu (1841-1899)
- Antonin Soucaille (1832-1923)
- Victor Sabatier-Desarnaud (1834-1916)
- Louis Noguier (1819-1904)
- Frédéric Donnadieu (1841-1899)
- Jean Bouillet (1855-1915)
- Émile Laurès (1834-1921)
- Frédéric Donnadieu (1841-1899)
- Louis Noguier (1819-1904)
- Émile Laurès (1834-1921)
- Jean-Marie Vinas (1869-1936)
- Édouard Barret (1873-1940)
- Jules Latreille (1884-1947)
- Joseph Gondard (1906-1971)
- Raymond Ros (1900-1982)
- Claude Lapeyre (1933-2019)
- Jean-Denis Bergasse (1946-2011)
- Henri Barthès (1947-)
- Jean-Louis Bruguès (1943-)
- Gilles Bancarel (1957-)

## Activités
La Société se donne pour but la connaissance du patrimoine biterrois. Elle organise des conférences et des visites. Elle publie ses travaux et poursuit la constitution de ressources documentaires. Elle accueille les chercheurs et les érudits de passage et joue son rôle de conseil et de force de proposition auprès des autorités.
Elle compte actuellement environ 300 membres.

## Publications
La société publie le Bulletin de la Société Archéologique, Scientifique & Littéraire de Béziers (chaque année). 
- Numéros de 1861 à 1976 - 79 numéros sur Gallica

Elle publie également des cahiers.